# Zentralpark Shinjuku

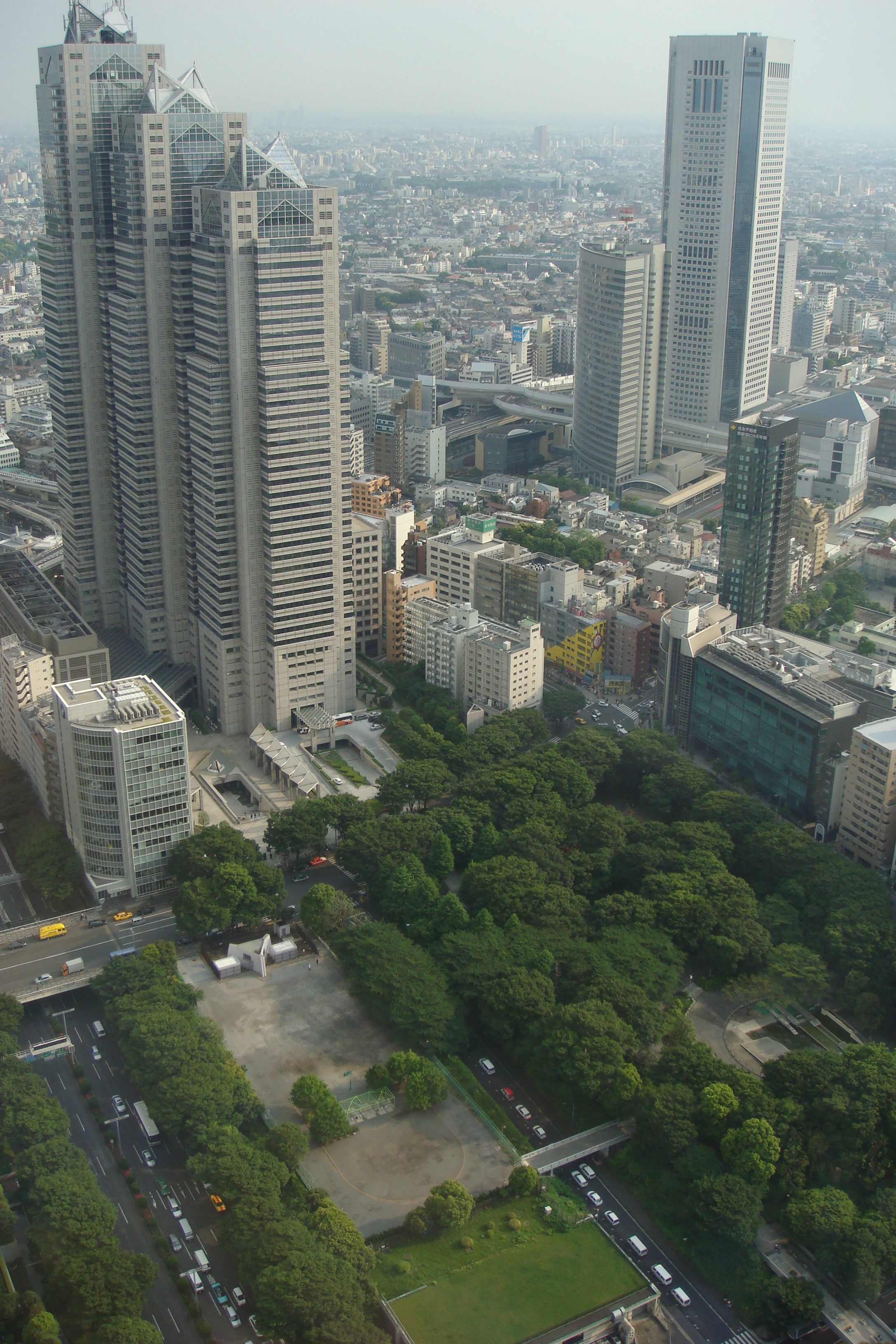
Blick vom Hauptgebäude der Präfekturverwaltung

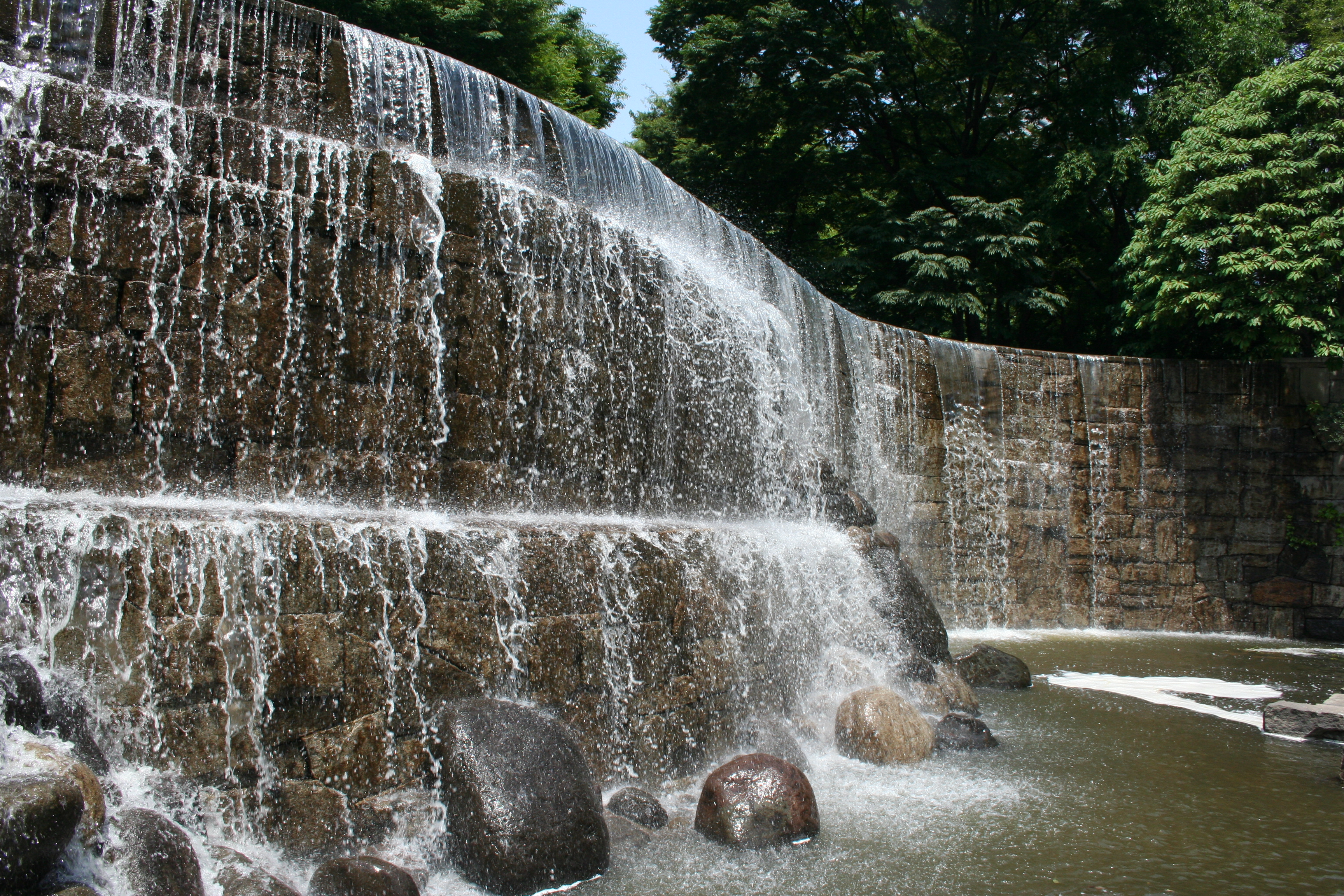
"Niagara-Fälle"

Der Zentralpark Shinjuku (japanisch 新宿中央公園, Shinjuku Chūō Kōen) ist ein vom Bezirk Shinjuku der japanischen Präfektur Tokio getragener öffentlicher Park im Stadtteil Nishi-Shinjuku im Westen von Tokio.

## Übersicht
Westlich des Bahnhofs Shinjuku befand sich in der damaligen Stadt Yodobashi eine 1911 angelegte ausgedehnte Wasseraufbereitungsanlage (Yodobashi jōsuijō) mit einer Leistung von 480.000 t Trinkwasser pro Tag. Sie wurde 1965 nach Higashimurayama verlegt, auf der frei werdenden Fläche wurde dann ab den 1970er Jahren ein Hochhauskomplex erbaut. 1991 wurde die Präfekturverwaltung hierher verlegt. So entstand das Substadtzentrum Shinjuku (Shinjuku fukutoshin).
Im Rahmen dieser Neuordnung wurde am Westrand der Zentralpark mit einer Fläche von 88.065 m² angelegt, zum Teil auf dem Gebiet der Wasseraufbereitungsanlage. Die Eröffnung fand am 1. April 1968 statt. Als Einrichtungen gibt es Spielplätze für Kinder, Wasserflächen, Platz für verschiedene Zwecke, Blumen der verschiedenen Jahreszeiten, ein Biotop.
In der Nordwestecke des Parks befindet sich der Kumano-Schrein. Ursprünglich war dessen Fläche deutlich größer, umfasste Schluchten und Wasserfälle. Der Literat und Kyōka-Lehrer (狂歌師) Ōta Nampo, auch Shusanjin genannt, traf sich dort mit seinen Freunden.